# Lacoste (Hérault)
Lacoste (okzitanisch: La Còsta) ist ein Ort und eine südfranzösische Gemeinde mit 312 Einwohnern (Stand: 1. Januar 2022) im Département Hérault in der Region Okzitanien (zuvor Languedoc-Roussillon). Die Gemeinde gehört zum Arrondissement Lodève und zum Kanton Clermont-l’Hérault. Die Einwohner werden Coustoulins genannt.

## Lage
Lacoste liegt etwa 35 Kilometer westnordwestlich von Montpellier. Die Gemeinde durchquert der Fluss Salagou. Umgeben wird Lacoste von den Nachbargemeinden Le Bosc im Norden und Nordwesten, Ceyras im Osten sowie Clermont-l’Hérault im Süden und Westen.

## Geschichte
Auf dem Basaltplateau oberhalb des Salagou wurde zunächst ein castrum errichtet, das bereits 881 erwähnt wurde, und später eine Burg, deren Baudatum nicht bekannt ist. Die Herrschaft über Lacoste gehörte der Familie de Lauzières und später den Herren von Clermont.

## Bevölkerungsentwicklung
| Jahr                       | 1962 | 1968 | 1975 | 1982 | 1990 | 1999 | 2006 | 2017 |
| Einwohner                  | 132  | 125  | 145  | 174  | 225  | 248  | 267  | 325  |
| Quellen: Cassini und INSEE |      |      |      |      |      |      |      |      |

## Sehenswürdigkeiten
- Wehrkirche Saint-Jean-Baptiste aus dem 13. Jahrhundert
- Schloss
- Monumentalstatue des Christus von Belbézé, Anfang des 20. Jahrhunderts errichtet
- Reste des Klosters von Cornils

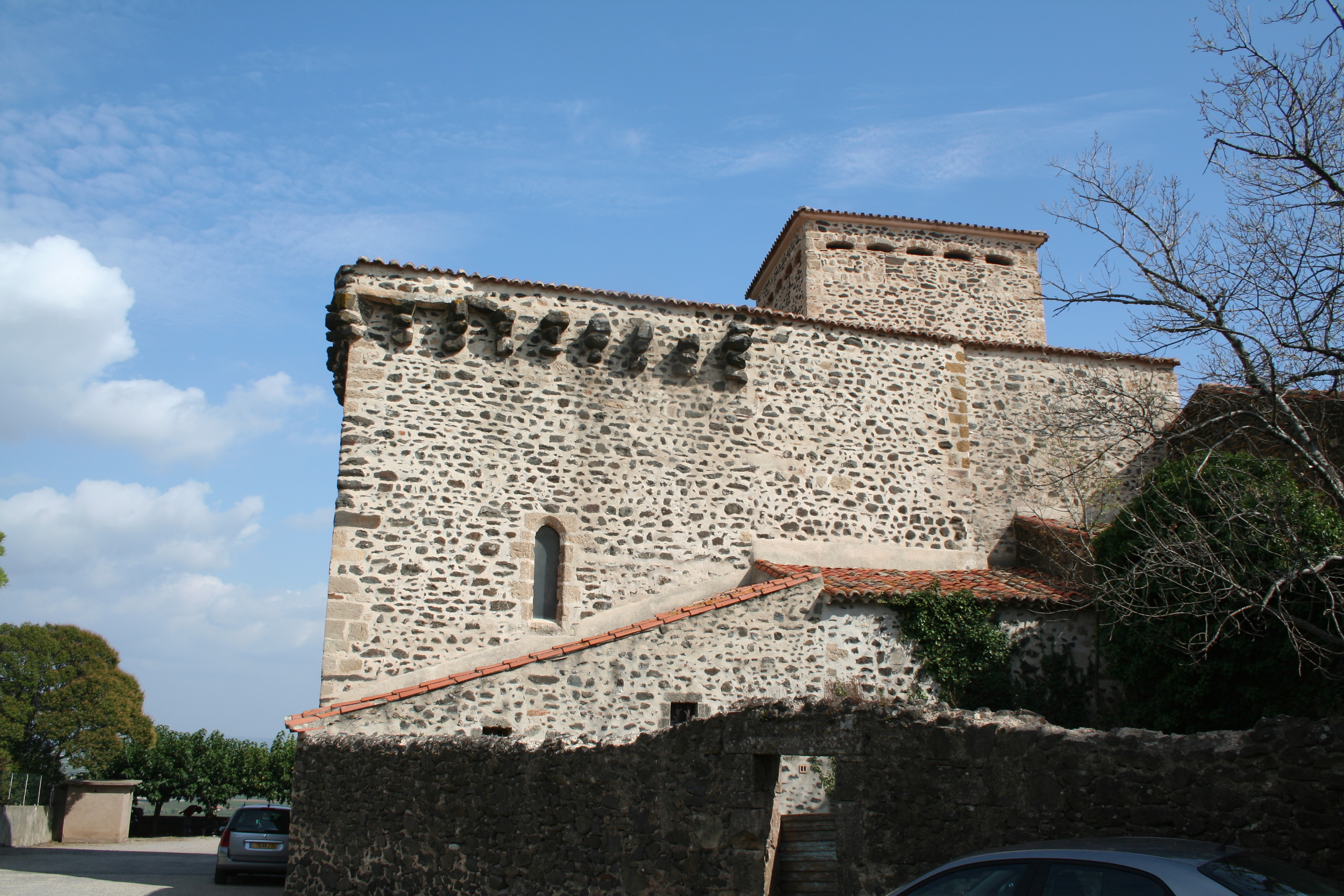
Kirche Saint-Jean-Baptiste
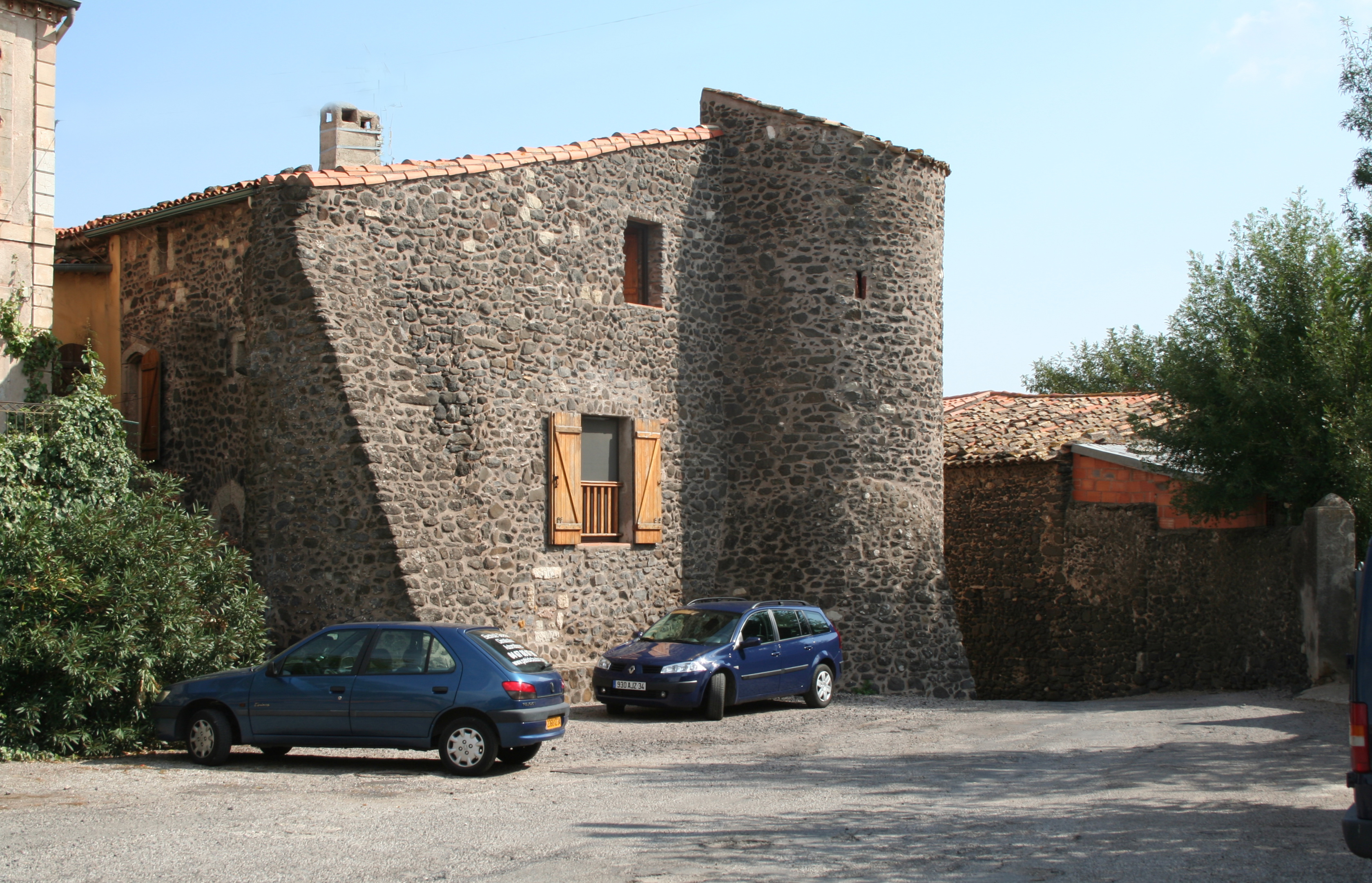
Schloss
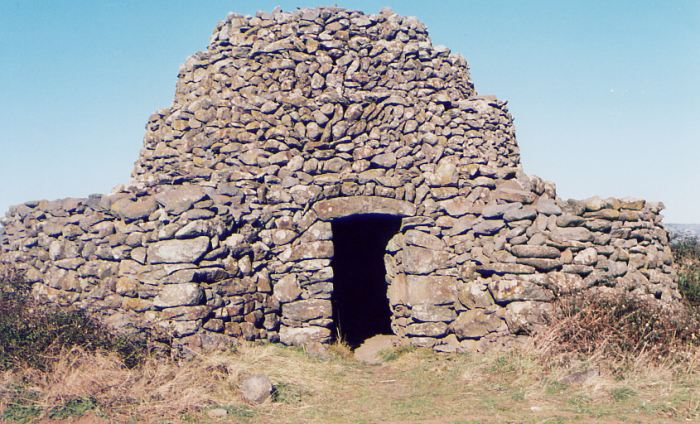
Cabane aus Basalt